# سیارک ۲۰۲۹
سیارک ۲۰۲۹ (به انگلیسی: 2029 Binomi، نامگذاری:1969RB) دو هزار و بیست و نهمین سیارک کشف شده‌است که در ۱۱ سپتامبر ۱۹۶۹ کشف شد.
قدر مطلق سیارک برابر ۱۳٫۵۰ است.